# Henri Max Corwin
Henri Max Corwin (1903 en Oldenzaal, Overijssel - enero de 1962) fue un empresario holandés, filatelista y humanitario. Se hizo famoso tanto por sus esfuerzos por proteger a las víctimas judías de la persecución nazi durante la Segunda Guerra Mundial, como por sus esfuerzos por documentar los instrumentos de propaganda utilizados durante el conflicto nacional. 

## Biografía
Henri Max Cohen nació en 1903, el menor de cuatro hijos, en el pueblo de Oldenzaal, en el este de los Países Bajos, donde su familia había vivido desde al menos 1770. Después de completar la educación secundaria, Cohen estudió Derecho en la Universidad de Leiden, pero pronto tuvo que regresar a Oldenzaal para dirigir el negocio familiar porque su padre sufría problemas de salud. 
Cuando era joven, Cohen tenía dos pasatiempos permanentes, el coleccionismo de sellos y el teatro. Escribió obras teatrales, obras dirigidas y actuó en obras teatrales. 
Cuando la persecución de los judíos en Alemania se hizo evidente en los años previos al estallido de la Segunda Guerra Mundial, comenzó a escoltar a personas de esa nación a refugios seguros en los Países Bajos. Fue asistido a menudo en estos viajes por su prometida Geraldine. 
Poco después del inicio de la guerra, su nación fue invadida y ocupada por tropas alemanas. En ese momento, comenzó a proporcionar escondites a personas que de otra manera serían arrestadas y deportadas bajo las políticas de antisemitismo alemanas. Por este motivo, fue arrestado el 16 de octubre de 1943 por dos miembros holandeses del Sicherheitsdienst, acusado de proporcionar "casas de seguridad" a los judíos. Fue condenado a prisión en Assen, pero mientras lo transportaban allí, logró saltar del tren y escapar. Permaneció escondido hasta el final de la guerra, después de lo cual regresó a Oldenzaal y reanudó la gestión de los asuntos de su familia. 
Durante la Guerra Fría de la década de 1950, notó un renovado antisemitismo en Europa. Vio a muchos de los judíos holandeses mudarse a áreas seguras (generalmente Estados Unidos), y consideró mudarse con su familia también. Al final, decidió quedarse en los Países Bajos, pero cambió su nombre (y, por lo tanto, el nombre de la familia) de Cohen a Corwin, con la esperanza de que esto les proporcionaría un margen de seguridad si la persecución antijudía se reanudara. Corwin murió en enero de 1962 a la edad de 58 años. En Oldenzaal existe una calle con su nombre.

## Esfuerzos humanitarios
En la década de 1930, cuando la situación de los judíos en Alemania se volvió insoportable, actuó como mensajero del Comité de Refugiados Judíos en Ámsterdam, llevando a los refugiados o sus pertenencias a la frontera holandesa. Para esto se le otorgó la afiliación en la UNAPEF (Union Nationale des Passeurs & Filieristes Benevoles). Una carta de Albert Einstein confirma estas actividades (se muestra una copia en el sitio ). Cuando en 1940 los alemanes ocuparon los Países Bajos y comenzaron a arrestar a ciudadanos judíos, Cohen organizó (en cooperación con la Resistencia) escondites para familiares y amigos. Esta actividad ilegal lo llevó a ser arrestado por el SD (Sicherheits Dienst) en 1943. En el camino a la cárcel logró escapar y se escondió hasta el final de la guerra. 
A principios de los años cincuenta, cuando la política rusa amenazaba la paz europea, muchos judíos holandeses abandonaron el país. El Sr. Cohen pensó que era mejor proteger a su familia cambiando su nombre a Corwin, un nombre que varios de sus familiares que vivían en los Estados ya habían adoptado. 

## Actividades sobre genealogía
En sus últimos años, Corwin se convirtió en un entusiasta historiador y genealogista. Rastreó los árboles genealógicos de las familias judías y dio conferencias sobre los altibajos de la población judía en la región de Twente. Los resultados de esta investigación se pueden encontrar en el Instituto Central de Genealogía de La Haya, en la Biblioteca Rosentaliana y en el Museo Histórico Judío de Ámsterdam, en revistas, periódicos y en el Anuario de Twente 1962. En 1960 recibió la Orden de Oranje Nassau . 
Corwin murió de insuficiencia cardíaca a la edad de 58 años en enero de 1962. En Oldenzaal una calle lleva su nombre. 
Puede encontrar información detallada sobre la colección de HM Corwin y su interesante vida, incluyendo su diario de guerra, álbumes de fotos, artículos de prensa y más en el sitio personal, creado por sus hijas en 2008.  

## Colección de documentos
Corwin reunió una colección única de documentos relacionados con la Segunda Guerra Mundial y el Holocausto. La mayoría de los artículos recopilados se pueden clasificar bajo el título de " Propaganda ". Esta colección de guerra contiene 24 álbumes sobre diversos aspectos del período desde aproximadamente 1900 hasta 1945, incluido el auge del nacionalismo, los Juegos Olímpicos de 1936, la ocupación nazi de varios países, las medidas antisemitas y la masacre de los judíos. La colección se exhibió en 1959/1964 en los Países Bajos y en Israel en el Yad Vashem y en el Kibbutz Lohamei Hagethaot.

### Ejemplo de documentos: el color de la propaganda

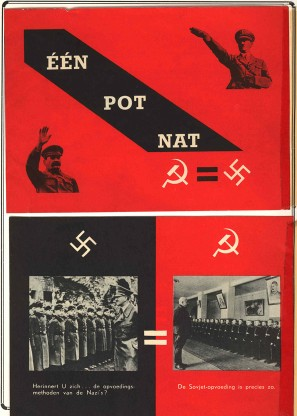
propaganda_1
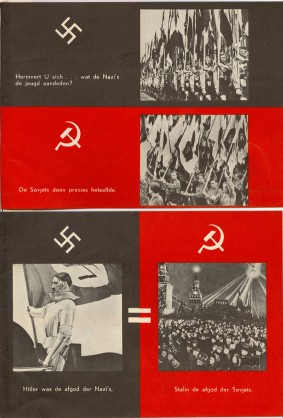
propaganda_4
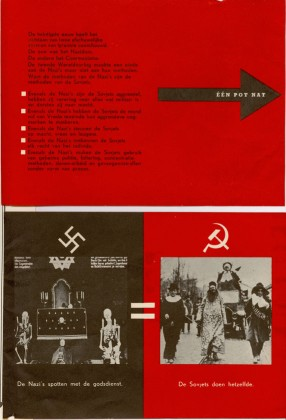
propaganda_2
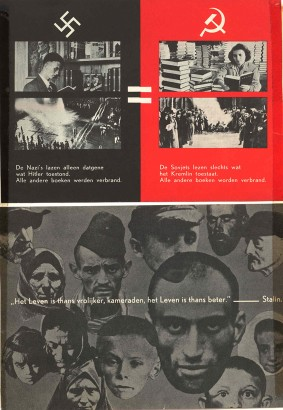
propaganda_5
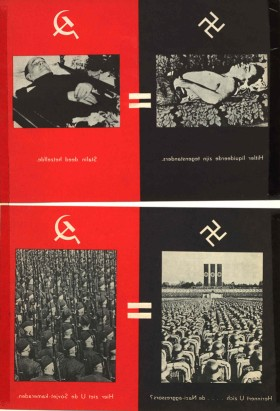
propaganda_3
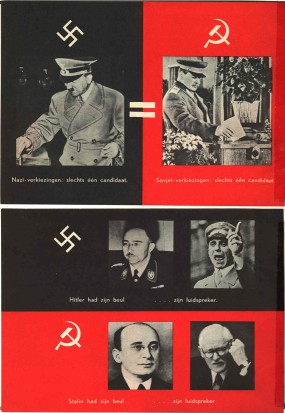
propaganda_6

Las páginas rojas no están relacionadas de ninguna manera con un país o ideología específica, aunque a primera vista es muy fácil reconocer en estas los signos de la Alemania nacional-socialista o la Rusia comunista. El objetivo principal de la propaganda es manipular las mentes de las masas. Utiliza retórica, imágenes memorables (libros, niños ...), conceptos que son difíciles de argumentar (fidelidad, honestidad, amabilidad, fraternidad ...), la noción de un destino común y de un objetivo final, y lo más importante un líder carismático que es capaz de atraer y hacer que la gente lo siga.[cita requerida]